# パラダイス (ペンシルベニア州)
パラダイス（英: Paradise）は、アメリカ合衆国のペンシルベニア州ランカスター郡にある国勢調査指定地域（CDP）。2000年国勢調査時の人口は1028人、郵便番号（ジップコード）は17562である。観光客からはその地名からインターコースと共に人気がある。1994年のコメディ映画“Trapped in Paradise
”の舞台となった。

## 地理
国勢調査局の調査では総面積3.0平方キロ（1.2平方マイル）で、うち2.9平方キロ（1.1平方マイル）が陸地、総面積の2.59%にあたる0.1平方キロ（0.04平方マイル）が水域である。

## 人口動態
2000年の国勢調査時点でこの町には1028人、363世帯、284家族が暮らしていた。人口密度は1平方キロあたり351.3人で、平方マイルに換算すると907.4人となる。住居数は386軒で、1平方キロあたり131.9軒（1平方マイルでは340.7軒）が建っていることになる。白人が97.57%、アフリカン・アメリカンが1.75%、アジア系が0.10%、その他が0.10%、混血が0.49%、ヒスパニックおよびラテン系が1.07%をそれぞれ占める。
363世帯のうち35.8%は18歳未満の子供と暮らしており、64.2%は夫婦で生活している。9.9%は未婚の女性が世帯主であり、21.5%は家族以外の住人と同居している。16.0%が独り身世帯で、5.0%を独居老人が占める。1世帯あたりの平均構成人数は2.75人、家庭の構成人数は3.08人である。
住民のうち27.2%が18歳未満の未成年、8.6%が18歳以上24歳以下、29.2%が25歳以上44歳以下、22.5%が45歳以上64歳以下、12.5%が65歳以上となっており、平均年齢は37歳である。女性100人に対し男性は96.2人いる一方、18歳以上の女性100人ごとに対しては92.8人いる。
一世帯あたりの平均収入は41,875米ドルで、家族ごとでは44,583米ドルである。男性の平均収入は31,800米ドル、女性の平均収入は21,917米ドルで、労働者でない人々も含めた住民一人当たりの収入は18,700米ドルとなる。住民の7.1%、家族の1.8%は貧困線以下の生活を送っている。18歳未満の4.0%及び65歳以上の8.5%も貧困線以下の暮らしである。